# Sylvania Waters, New South Wales
Sylvania Waters este o suburbie în Sydney, Australia.